# Osrblie
Osrblie je obec na středním Slovensku v okrese Brezno. Nachází se ve Slovenském rudohoří, 16 km od Brezna a 44 km od Banské Bystrice. V roce 2013 měla 391 obyvatel. První písemná zmínka o obci pochází z roku 1580.

## Sport
Obec je známa jako středisko biatlonu – západně od centra se v oblasti Horná Anderlová nachází Národné biatlonové centrum Osrblie, kde v roce 1997 proběhlo Mistrovství světa v biatlonu.
Pravidelně se zde konají závody nižší biatlonové soutěže – IBU Cupu. V roce 2019 zde proběhlo Mistrovství světa juniorů a v roce 2024 Mistrovství Evropy.